# The Origins of Virtue
The Origins of Virtue (ISBN 0-670-86357-2, ISBN 0-670-87449-3, ISBN 0-14-024404-2) é um popular livro de ciência, editado em 1996 por Matt Ridley. No livro, Ridley explora as questões que envolvem o desenvolvimento da moralidade humana. O livro, escrito a partir do ponto de vista da sociobiologia, explora como a genética pode ser usada para explicar certas características do comportamento humano, em especial a moralidade e altruísmo.